# Segnale continuo
Per segnale continuo o segnale continuo nel tempo si intende una grandezza fisica variabile nel tempo in modo continuo. A differenza dei segnali discreti, un segnale continuo non è funzione di una variabile discreta ma il valore della grandezza può essere misurato in qualsiasi istante. La quantità di informazione trasportata da un segnale continuo di una certa durata è maggiore rispetto a quella trasportata da un segnale discreto di uguale durata.
Un segnale continuo può essere studiato sia nel dominio del tempo che nel dominio della frequenza.
Per passare dal dominio del tempo al dominio della frequenza si utilizza la trasformata di Fourier. Per passare dal dominio della frequenza al dominio dell tempo si utilizza l'antitrasformata di Fourier.